# 森永プラザビル
森永プラザビル（もりながプラザビル）は、東京都港区芝にある超高層ビルである。高さ約100 mで、1973年竣工。竣工後は森永製菓・森永乳業が2024年まで本社を置いていた。2024年3月で供用を終了し、2025年9月までに解体される予定である。

## 歴史
1899年、東京市赤坂区溜池町（現在の港区赤坂二丁目）で創業した森永西洋菓子製造所は、1903年に赤坂田町（現在の赤坂三丁目）に工場を新設し、移転。1907年7月28日に失火により赤坂田町の工場が焼失。月島の社有地に工場建設の準備を進めたが、請負業の親方との間にもめごとが生じた。そこで寺島誠一郎伯爵と交渉し、芝区芝田町（現在の港区芝五丁目）の土地1200坪を購入。同年10月1日に新工場が稼働開始した。芝田町工場は、1915年に品川御殿山の東京醤油の工場を買収して自社のキャラメル工場（大崎工場、のちに東京第二工場と称した）としたことにより東京第一工場と称するようになった。1922年、東京第一工場に隣接した3階建ての事務所から丸ノ内ビルヂング1・2階に本社を移転し、通りに面して森永キャンデーストアを開設した。しかし関東大震災後の不況と、塚口工場建設による資金面の事情から1926年には再び東京第一工場隣接の事務所に本社を移した。日中戦争が始まると、日本の好景気につられて森永製菓の業績も上昇した。そこで東京第一工場の敷地に新たな本社ビルを建設することとなった。地上5階・地下1階、延床面積約5730 m2の計画であったが、建築中に臨時資金調整法や鉄鋼統制令の強化、建築制限令があり、3階までの建築許可を受け、地上3階・地下1階、延床面積約4340 m2のビルを建設。1938年10月28日に完成し、森永製菓・森永練乳・森永食品工業・森永牛乳・森永キャンデーストアの各本社が入居した。上層部の増築を前提としたつくりであったため、3階の屋上に鉄骨が突き出ていたことから「かんざしビル」の異名で呼ばれた。この建物の増築が決定したのは1953年で、その年の10月に着工。1954年9月に完成した。地上6階建、延床面積は約6600 m2となった。外壁には創業者森永太一郎ゆかりの地である佐賀県有田の白色の磁器タイルが使われ、塔屋にはエンゼルマークが飾られた。1964年には、8階建ての別館（新館とも称した）が建設された。
1969年春の森永製菓株主総会では不動産事業およびレジャー事業への進出が可能となるよう、定款を変更。1974年の創業75周年の記念となる新本社ビルの建設を決定し、1970年6月に不動産事業部を新設した。同年12月に地鎮祭を挙行。同月には、ビルの管理・運営を行う森永開発株式会社が設立された。建設地は国電田町駅前に位置し、1階・2階のロビーやエントランスホールを自由通路として供用し、低層部屋上には屋上庭園を設けるなどしたことから特定街区の指定を受け、当時としては東京都内で5番目の高さをもつ高層ビルの建設が可能となった。この屋上庭園は、「プラザビル」の名前の由来となった。既存の本館・新館・クッキングスクール棟を解体しながら同時進行で建築を進める複雑な工程で、約3年の歳月を経て1973年8月に竣工した。

## 建て替え
2023年5月13日の取締役会において、老朽化を理由とした当ビルの建て替えが決定された。この段階では建て替え後のビルの詳細は未定だったが、その後内閣府が発表した田町駅西口再開発計画資料では、地上約125m・23階建て（他に地下2階）のビルが建設される予定となっている。建て替えに伴い、森永製菓の本社は2024年3月18日に森永芝浦ビルに、森永乳業の本社は同年3月11日に汐留シティセンターに、それぞれ移転した。
2024年4月より2025年9月までの予定で解体工事が実施され、そのあとに2028年度に新施設竣工、2033年度に再開発計画全体の竣工というスケジュールとなっている。

## 建築
白い外壁に、黒の縦連窓が外観の特徴である。13階には森永乳業の社員食堂があり、同社だけでなくグループ企業や本ビルのテナント、取引業者も利用可能だった。地下1階から地上2階にかけては、飲食店や商店、三菱UFJ銀行の支店などが入る「森永エンゼル街」となっていた。JR山手線・京浜東北線田町駅と国道15号（第一京浜国道）の間に位置し、国道15号の地下には都営地下鉄浅草線三田駅がある。

### 入居していた企業
- 森永製菓本社
- 森永乳業本社
- 日本アルトマーク本社（15階）[19]

日本電気本社ビルが完成するまでは、日本電気 (NEC)の本社が入居していたこともある。

## 登場する作品
- BSフジ『ビルぶら!レトロ探訪』第16回（2023年1月31日放送）[20]